# Columbiana (Alabama)
Columbiana város az USA Alabama államában, Shelby megyében, melynek megyeszékhelye is. Lakosainak száma 4462 fő (2020. április 1.).

## Népesség
A település népességének változása:
| Lakosok száma | 496  | 4197 | 4462 |
|               | 1880 | 2010 | 2020 |